# Alexandre Goudkov
 (janvier 2024).
 (janvier 2024).
Alexandre Vladimirovitch Goudkov (en russe : Александр Владимирович Гудков), né le 24 février 1983 à Stoupino (oblast de Moscou), est un acteur, humoriste, animateur de télévision, scénariste et blogueur russe. Il est le directeur créatif du projet « Comedy Woman ». Il est connu pour avoir apparu sur les émission KVN et « Soirée Urgant »

## Biographie
Diplômé de l'université technologique d'État de Russie (en) avec une spécialité en science des matériaux, il n'a jamais exercé de profession en lien avec ses études.